# Theodor Reimann
Theodor Reimann, (ur. 10 lutego 1921 w Strečnie  – zm. 30 sierpnia 1982 w Bratysławie), były słowacki piłkarz występujący na pozycji bramkarza.
Przez prawie całą karierę występował w klubie Slovan Bratysława. W reprezentacji Czechosłowacji wystąpił 5 razy. Wraz z Czechosłowacją występował na MŚ 1954 rozgrywanych w Szwajcarii.